# Giro del Piemonte 1974
Il Giro del Piemonte 1974, sessantaquattresima edizione della corsa, si svolse il 31 agosto 1974 su un percorso di 205 km. La vittoria fu appannaggio dell'italiano Francesco Moser, che completò il percorso in 5h03'00", precedendo il belga Michel Pollentier (successivamente declassato) ed il connazionale Costantino Conti.
Sul traguardo di Marano Ticino 58 ciclisti, su 100 partiti dalla medesima località, portarono a termine la competizione. 

## Ordine d'arrivo (Top 10)
| Pos. | Corridore           | Squadra                 | Tempo    |
| ---- | ------------------- | ----------------------- | -------- |
| 1    | Francesco Moser     | Filotex                 | 5h03'00" |
| SQ   | Michel Pollentier   | Carpenter-Flandria      | s.t.     |
| 3    | Costantino Conti    | Zonca                   | s.t.     |
| 4    | Wladimiro Panizza   | Brooklyn                | s.t.     |
| 5    | Giovanni Battaglin  | Jollj Ceramica          | s.t.     |
| 6    | Roberto Poggiali    | Filotex                 | s.t.     |
| 7    | Giuseppe Perletto   | Sammontana              | a 3'05"  |
| 8    | Enrico Paolini      | Scic                    | a 3'10"  |
| 9    | Freddy Maertens     | Carpenter-Flandria      | s.t.     |
| 10   | Herman Van Springel | M.I.C.-De Gribaldy-Ludo | s.t.     |